# Amstrad CPC
Amstrad CPC — лінійка 8-бітних домашніх комп'ютерів, що випускалися фірмою Amstrad з 1984 по 1990 рік. CPC в назві означало Colour Personal Computer — «кольоровий персональний комп'ютер», хоча можна було купити як модель з зеленим екраном (GT65/66), так і зі стандартним кольоровим екраном (CTM640).
Лінійка CPC виявилася досить вдалою, за всю історію виробництва CPC було продано близько 3 млн примірників.

## Моделі сімейства

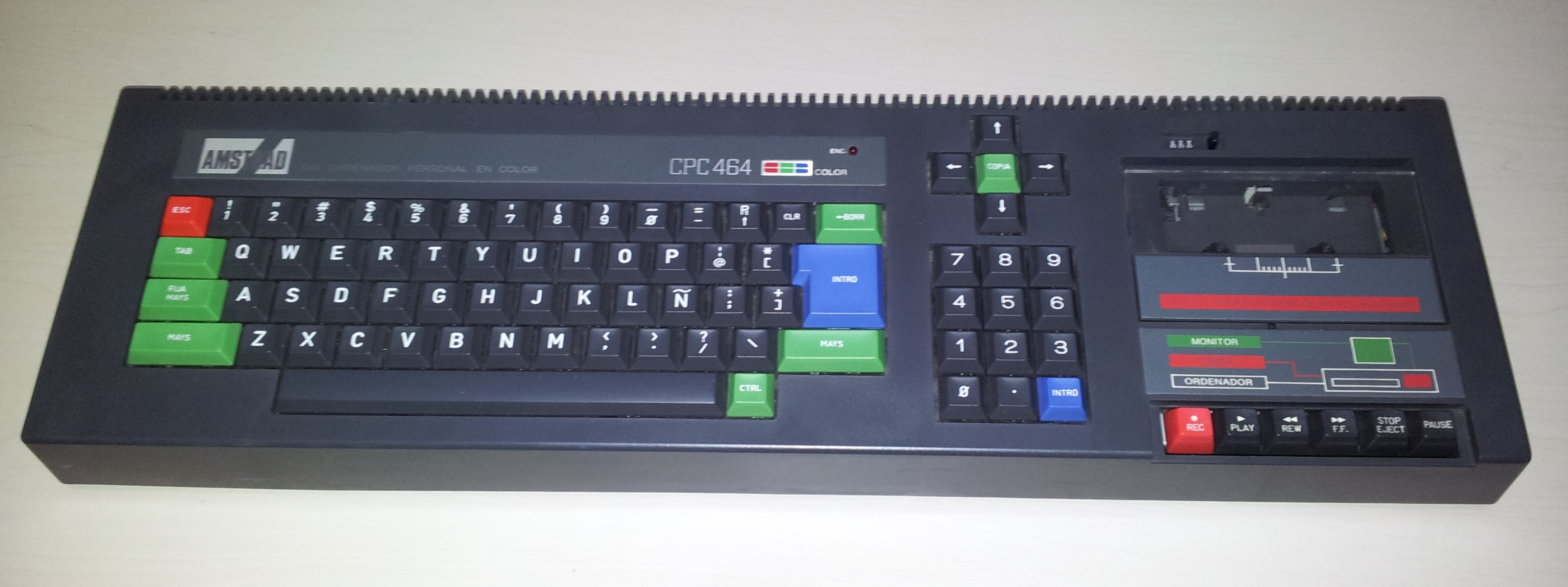
Amstrad CPC 464

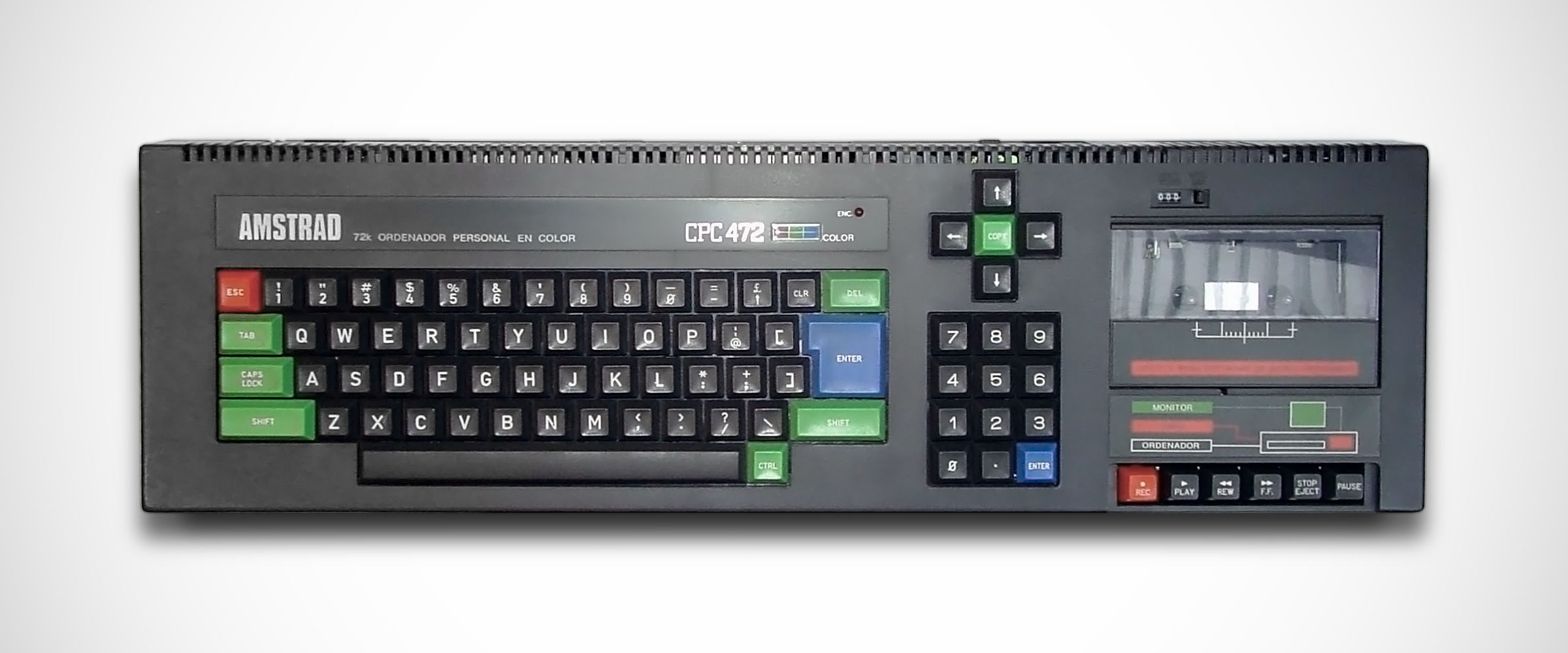
Amstrad CPC 472

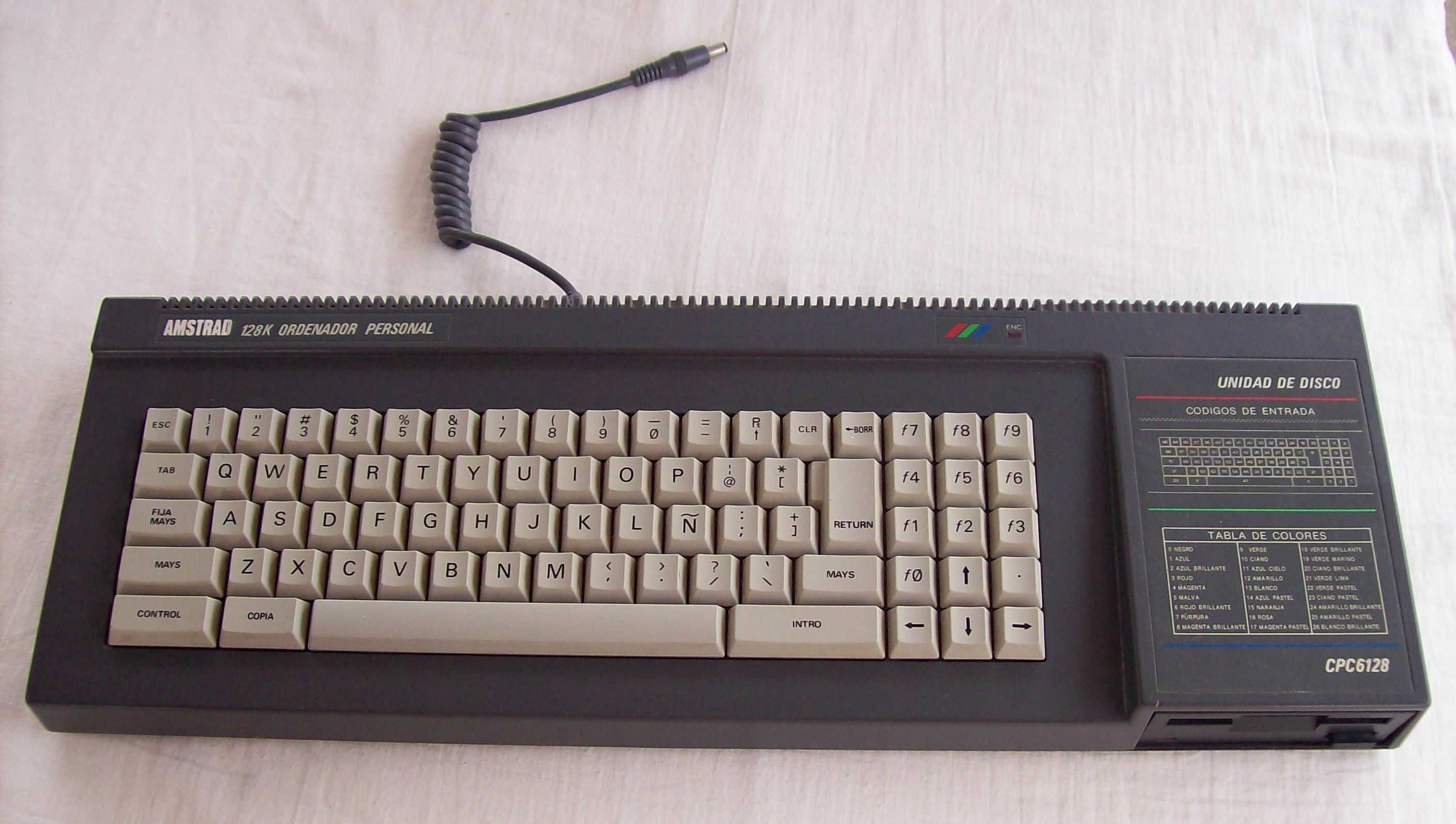
Amstrad CPC 6128

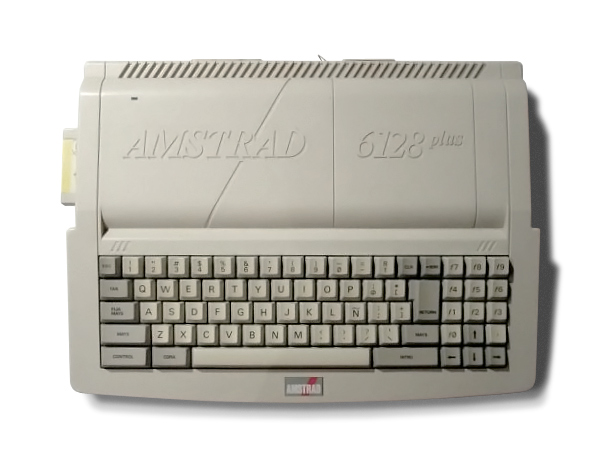
Amstrad CPC 6128 Plus

Найбільш помітна зовнішня особливість комп'ютера — «рубаний» чорний прямокутний корпус з різкими кутами, в якому розміщувалася і материнська плата, і клавіатура. Праву частину суцільної панелі займав вбудований касетний блок (в CPC 464) або привід гнучких дисків (CPC 664 і CPC 6128). Спеціальні клавіші клавіатури — яскраво розфарбовані (виділені всі клавіші, які зазвичай відсутні на друкарській машинці).
| Модель    | З'явилася     | ОЗП                           | Накопичувач         |
| --------- | ------------- | ----------------------------- | ------------------- |
| CPC 464   | червень 1984  | 64 КБ                         | касетний магнітофон |
| CPC 472   | 1985          | 72 КБ (доступні тільки 64 КБ) | касетний магнітофон |
| CPC 664   | травень 1985  | 64 КБ                         | 3-дюймовий дисковод |
| CPC 6128  | кінець 1985   | 128 КБ                        | 3-дюймовий дисковод |
| 464 Plus  | вересень 1990 | 64 КБ                         | касетний магнітофон |
| 6128 Plus | вересень 1990 | 128 КБ                        | 3-дюймовий дисковод |

### CPC 464
Перша машина — CPC 464 — була представлена на ринку Великої Британії в червні 1984 року, за ціною 249 фунтів з зеленим екраном і за 359 фунтів з кольоровим. Вона проектувалася як прямий конкурент систем Commodore 64 і Sinclair ZX Spectrum.
У 1990 році модель 464plus замінила CPC464, тому виробництво моделі 464 було припинено.

### CPC 472
Влітку 1985 року в Іспанії були введені податкові обмеження на імпорт комп'ютерів з пам'яттю 64 КБ і менше. Щоб обійти це, іспанський дистриб'ютор Indescomp (пізніше став Amstrad Spain) виробляв і продавав CPC472 — модифіковану версію CPC464. Єдина відмінність була в наявності дочірньої плати, що містить ПЗП комп'ютера і мікросхему ОЗП на 8 КБ, яка не була підключена, і тим самим, не була доступна для процесора. Всього через місяць податок було скасовано, і виробництво CPC472 було згорнуто.

### CPC 664
Модель була випущена в травні 1985 року, за ціною 339 фунтів (зелений екран) і 449 фунтів (кольоровий екран).
Машина позиціювалася як найдешевша система з диском, а також як найдешевша машина з операційною системою CP/M 2.2. CPC664 не замінювала, а доповнювала CPC464; незважаючи на запуск нової моделі, CPC464 продовжувала продаватися і не подешевшала.

### Моделі «Plus»
У 1990 році, через зміни на комп'ютерному ринку, в Amstrad вирішили оновити лінійку CPC, ввівши нові варіанти, з позначеннями plus або PLUS, 1990, або CPC+ range. Це була спроба рестайлінгу платформи CPC, з уведенням низки поліпшень. Оновлена лінійка включала комп'ютери 464plus і 6128plus у трьох варіантах кольорів, а також ігрову приставку GX4000.

## Варіації і клони

### Schneider CPC

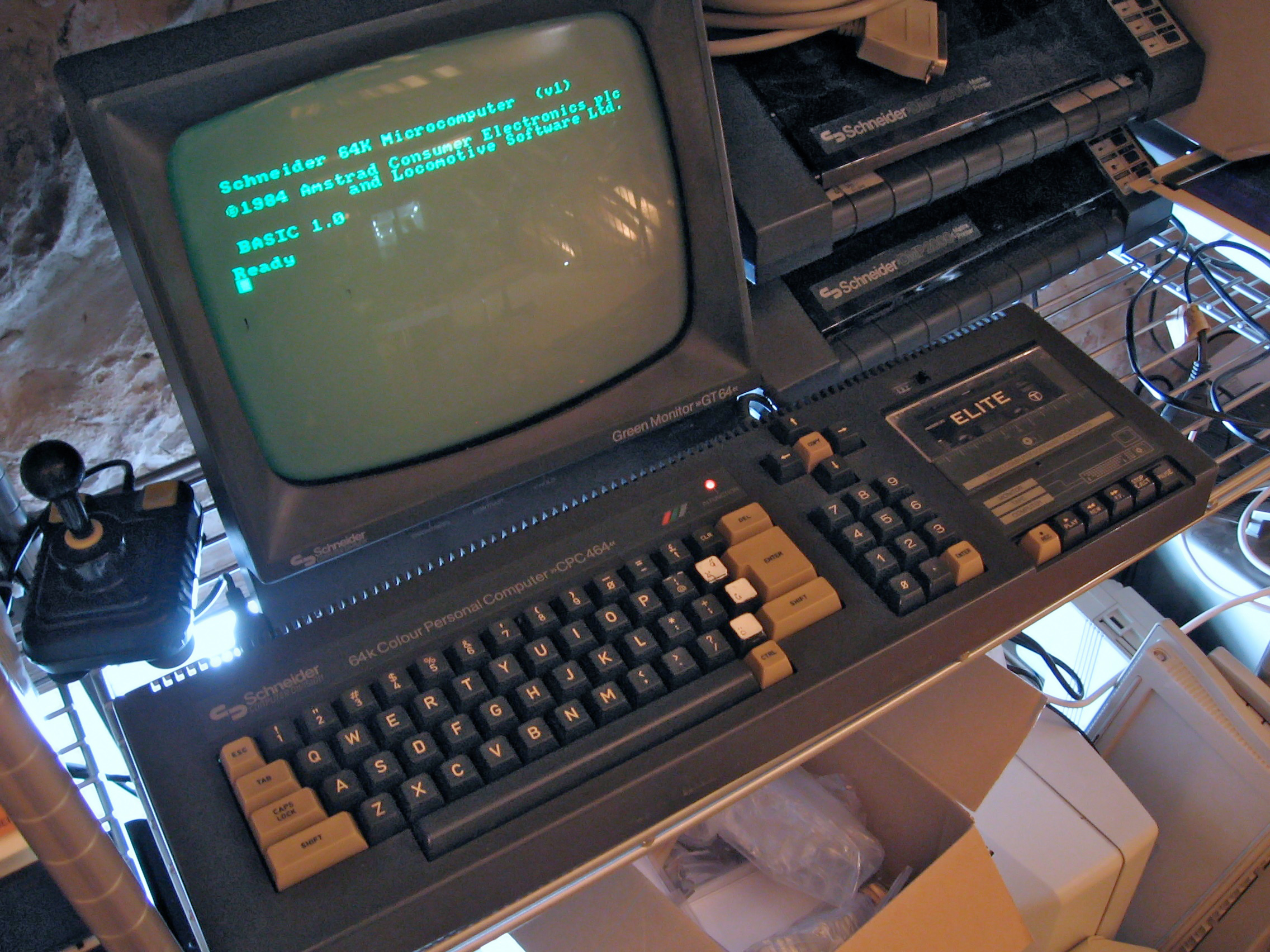
Schneider CPC 464

Для виходу на ринок ФРН, Австрії і Швейцарії, де Amstrad не мала жодних структур для організації продажів, Amstrad уклала партнерську угоду з західнонімецькою компанією Schneider, яка, як і сама Amstrad, була до цього відома тільки дорогими аудіосистемами. У 1984 для цієї мети була створена дочірня компанія Schneider Computer Division, що випускала комп'ютери під маркою Schneider CPC, які мали лише незначні відмінності від оригіналу.
Партнерство компаній закінчилося в 1988 році, коли Schneider відмовилася від просування AT-сумісних машин Amstrad. Schneider розпродала залишки Schneider CPC і використовувала положення на ринку для просування власних PC-сумісних машин.

### KC Compact

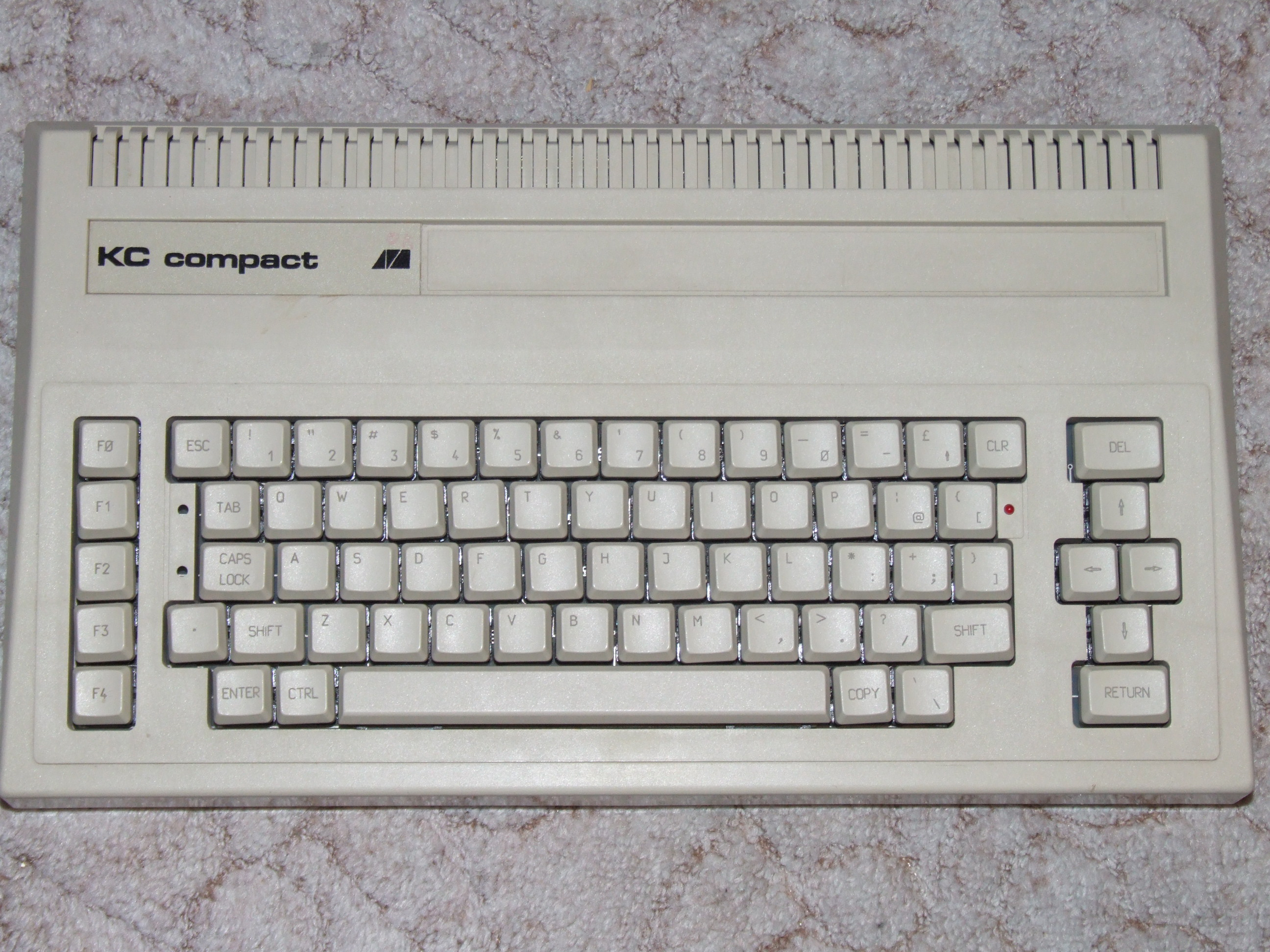
KC Compact

На основі CPC у Східній Німеччині був створений комп'ютер KC Compact, в якому використовувалися як східнонімецькі, так і радянські компоненти.
Машина відрізнялася від оригінального CPC зміненим дизайном корпусу, зовнішнім блоком живлення, а також зовнішнім 5,25" дисководом виробництва Robotron. На відміну від моделей Amstrad, комп'ютер міг підключатися безпосередньо до побутового телевізора. 64 КБ ОЗП було вбудовано, ще 64 КБ підключалися разом з контролером дисководів. На KC Compact використовувався BASIC 1.1, а також МикроДОС — клон системи CP/M з локалізацією німецькою мовою.
Процесор Z80 був замінений на U880 (є на 100% сумісним), деякі мікросхеми вводу-виводу розробки Amstrad були замінені клонами на основі Z8536. У підсумку, KC Compact був сумісний з оригіналом приблизно на 95 %.